# Втрати силових структур внаслідок російського вторгнення в Україну (1 квітня — 15 квітня 2022)
У статті наведено список втрат українських військовослужбовців у російсько-українській війні, починаючи з 1 квітня 2022 року по 15 квітня 2022 року (включно).

## Список загиблих з 1 по 15 квітня 2022 року
| Орден «За мужність» ІІІ ступеня |

| Почесний громадянин міста Чорткова |

### Примітка
1. 12 березня 2022 року, Президент України Володимир Зеленський під час спілкування з іноземними ЗМІ, вперше назвав втрати Збройних Сил України у війні з Росією. За його словами, починаючи з 24 лютого, загинули орієнтовно 1300 українських військовослужбовців[309].
2. «Таблиця/Список загиблих» буде наповнюватися та корегуватися по мірі можливості за надходженням відповідної інформації, яка постійно змінюється в результаті інтенсивності бойових дій (посилання — тільки на офіційні та перевірені джерела)
3. Див. розділ «Обговорення».
4. Відомості з Указів Президента України «Про відзначення державними нагородами України» доповнювати в кінці основної Таблиці, з подальшим уточненням і рознесенням за відповідними датами!